# Útočná síla Z
Útočná síla Z (v originále Attack Force Z)  je australsko-tchajwanský film z druhé světové války z roku 1982, který režíroval Tim Burstall. Je volně založen na skutečných událostech a byl natočen na Tchaj-wanu v roce 1979. Byl promítán na filmovém festivalu v Cannes 18. května 1981.
Film je známý tím, že v něm hráli Mel Gibson a Sam Neill, kteří byli v té době v USA poměrně neznámí, ale stali se mezinárodními hvězdami. Děj se týká kapitána P. G. Kellyho (Gibson), který vede tým elitní speciální jednotky Z proti Japonskému císařství během druhé světové války. Film fiktivně popisuje hrdinské činy speciální jednotky Z, která byla známá také pod názvem Z Force. Jednalo se o společné australské, britské a novozélandské komando. Jejím hlavním úkolem bylo provádět průzkumné a sabotážní mise v Japonskem okupované jihovýchodní Asii.

## Děj
Ve vodách průlivu Sembaleng je z ponorky vysláno pět mužů v skládacích kánoích Klepper, aby zachránili přeživší z letadla sestřeleného nad ostrovem ovládaným japonskou armádou. Tým vede nezkušený důstojník Paul Kelly. Po tajném přistání na ostrově schovají své kánoe a postupují do vnitrozemí. Během přesunu je Ted 'Kingo' King zasažen palbou z ukrytého kulometného hnízda. Komando rychle zlikviduje obránce a vrací se ke zraněnému druhovi, jehož koleno bylo rozdrceno. Aby nepadl do nepřátelských rukou, Costello mu po poslední cigaretě udělí smrtící ránu. Zbylí čtyři pokračují v pátrání. Od rolníka na rýžovém poli se dozví místo havárie letadla. Aby utajili svou misi, rolníka zabijí.
Když se přibližují k cíli, zahlédnou japonskou jednotku u místního domu. Po jejím odchodu vejdou dovnitř a potkají vůdce odboje Lina, jeho dospělou dceru Chien Hua a její mladší sourozence. Za pomoci průvodce vyráží k místu nehody, ale v buddhistickém chrámu je přepadnou japonští vojáci. Tlumočník Jan Veitch je oddělen od ostatních a vrací se do Linova domu, kde ho Chien Hua ukryje. Po útoku Japonci zatknou Chien a mučí ji, aby prozradila, kde se skrývá její otec a přeživší z letadla. Chien Hua však mlčí. Linův syn Shaw Hu záměrně zalže, že všichni míří do hlavního města. Všichni japonští vojáci se přesunou, zůstanou jen dva hlídači, které Veitch s pomocí Shaw Hua zabije. Během útoku je Costello zraněn a při pokusu zničit kulometné hnízdo padne.
Mezitím Kelly sleduje, jak místní ničí vrak letadla. Lin mlží, ale po výslechu vesničanů nakonec přizná, že přeživší směřují do jeho domu, takže se skupina obrací zpět. Veitch se mezitím ve městě dostane k přeživším – jedním z nich je přeběhlý japonský úředník Imoguchi, který má informace schopné ukončit válku. Jen Kelly ví, že musí být zachráněn – nebo odstraněn. Jak se skládají poslední díly skládačky, musí Kelly přesvědčit své muže i odboj, že stojí za to bojovat proti Japoncům.

## Obsazení
- John Phillip Law jako poručík J.A. (Jan) Veitch
- Mel Gibson jako kapitán P.G. (Paul) Kelly
- Sam Neill jako seržant D.J. (Danny) Costello
- Chris Haywood jako námořník A.D. 'Sparrer' Bird
- John Waters jako podporučík Ted 'Kingo' King
- Ku Chun jako farmář na rýžovém poli
- Sylvia Chang jako Chien Hua
- O Ti jako Shaw Hu
- Koo Chuan Hsiung jako Lin Chan-Lang